# Astronomická olympiáda
Astronomická olympiáda je česká soutěž určená zájemcům o přírodní vědy a konkrétně o astronomii a astrofyziku. Probíhá na základních školách, víceletých gymnáziích a středních školách tříkolově. Mladším řešitelům nabízí netradiční pojetí přírodovědné soutěže, ať už možností používat libovolné pomůcky ve školním kole nebo praktickými úlohami v druhém kole. Středoškolská kategorie nabízí náročnější úlohy. Na finále kategorií AB, CD a EF tradičně navazuje workshop s mezinárodní účastí s cílem připravit české delegace na Mezinárodní olympiádu v astronomii a astrofyzice (IOAA) a na Juniorskou mezinárodní olympiádu v astronomii a astrofyzice (IOAA-jr). Astronomickou olympiádu pořádá Česká astronomická společnost. Olympiáda je každoročně podporována Ministerstvem školství, mládeže a tělovýchovy.

## Historie olympiády
Astronomická olympiáda byla poprvé vyhlášena ve školním roce 2003/2004 v kategorii EF pro 8. a 9. třídy základních škol a odpovídající ročníky na víceletých gymnáziích. Ve 4. ročníku 2006/2007 se rozrostla o kategorii GH pro 6. a 7. třídu základních škol a v 5. ročníku 2007/2008 o kategorii CD pro 1. a 2. ročníky středních škol. Od školního roku 2010/2011 se AO vyhlašuje rovněž v kategorii AB pro 3. a 4. ročníky středních škol.
| Kategorie | Ročník školní docházky (od 1. třídy ZŠ) | Třída ZŠ | Třída osmiletého gymnázia (maturita v oktávě) | Třída šestiletého gymnázia (maturita v sextě) | Ročník čtyřleté střední školy |
| --------- | --------------------------------------- | -------- | --------------------------------------------- | --------------------------------------------- | ----------------------------- |
| AB        | 12., 13.                                | -        | septima, oktáva                               | kvinta, sexta                                 | 3., 4.                        |
| CD        | 10., 11.                                | -        | kvinta, sexta                                 | tercie, kvarta                                | 1., 2.                        |
| EF        | 8., 9.                                  | 8., 9.   | tercie, kvarta                                | prima, sekunda                                | -                             |
| GH        | 6., 7.                                  | 6., 7.   | prima, sekunda                                | -                                             | -                             |

## Průběh

### Školní kolo
Školní kolo trvá 40 minut a žáci jej řeší ve škole pod dohledem učitele nebo v rámci astronomického kroužku na některé z blízkých hvězdáren. Školní kola probíhají od poloviny října do poloviny prosince.

### Krajské kolo
Úlohy krajského kola řeší soutěžící samostatně doma, na vypracování mají typicky 2,5 měsíce.

### Finále
Nejlepší účastníci korespondenčního kola jsou pozváni do celostátního finále (zpravidla 25 řešitelů v každé kategorii). To se koná většinou v Opavě (kategorie AB v březnu, CD v květnu) a Praze (kategorie EF, GH) ve druhé polovině května.

### Workshop
Na finále kategorií AB, CD a EF navazuje workshop s mezinárodní účastí (v minulých letech se účastnily delegace z Estonska, Chorvatska, Lotyšska, Maďarska, Polska, Slovenska a Slovinska). Jedná se o vícedenní událost, která se koná zpravidla na přelomu června a července. V rámci workshopu se žáci a studenti účastní série přednášek a cvičení a rovněž řeší soutěžní kola modelující podmínky při mezinárodních kolech. Během workshopu zpravidla probíhá výběr a příprava českých delegací na IOAA a IOAA-jr. 
V minulých letech bylo pořádáno rovněž soustředění pro úspěšné řešitele finále kategorií CD a EF, na kterém probíhala kvalifikace na Mezinárodní astronomickou olympiádu (IAO).

### Mezinárodní olympiáda v astronomii a astrofyzice
Mezinárodní olympiáda v astronomii a astrofyzice (IOAA) je nadstavbová mezinárodní soutěž pro starší žáky (primárně určena pro 1. – 4. ročník SŠ), která navazuje na českou Astronomickou olympiádu. Soutěž sestává z teoretické části a praktické části, která se dále dělí na analýzu dat a pozorování. Česká delegace se IOAA účastní pravidelně od roku 2010.

### Juniorská mezinárodní olympiáda v astronomii a astrofyzice
Juniorská mezinárodní olympiáda v astronomii a astrofyzice (IOAA-jr) je mezinárodně uznávaná soutěžně-vzdělávací akce, která je určena pro žáky druhého stupně základních škol. Soutěž sestává z teoretické části a pozorovací části, která se dále dělí na úlohy pod noční oblohou, v planetáriu a s mapkou hvězdné oblohy. Česká republika vysílá na IOAA-jr delegaci pravidelně od založení této soutěže v roce 2022.

### Mezinárodní astronomická olympiáda
Mezinárodní astronomická olympiáda (IAO) je mezinárodní soutěž určená pro žáky druhého stupně základních škol a studenty nižších ročníků víceletých gymnázií. Česká republika se IAO účastnila v letech 2007 až 2022.

## Výsledky

### Výsledky ČR na Mezinárodní astronomické olympiádě (IAO)
| Rok  | Země konání                                         | Město        | Zlato | Stříbro | Bronz | Čestné uznání |
| ---- | --------------------------------------------------- | ------------ | ----- | ------- | ----- | ------------- |
| 2007 | Ukrajina                                            | Sudak        | 0     | 1       | 0     | 4             |
| 2008 | Itálie                                              | Terst        | 0     | 0       | 2     | 4             |
| 2009 | Čína                                                | Hangzhou     | 0     | 2       | 3     | 0             |
| 2010 | Ukrajina                                            | Sudak        | -     | -       | -     | -             |
| 2011 | Kazachstán                                          | Almaty       | 1     | 0       | 1     | 3             |
| 2012 | Jižní Korea                                         | Gwangju      | 0     | 1       | 4     | 1             |
| 2013 | Litva                                               | Vilnius      | 0     | 0       | 3     | 2             |
| 2014 | Kyrgyzstán                                          | Biškek       | 0     | 1       | 1     | 3             |
| 2015 | Rusko                                               | Kazaň        | 0     | 2       | 1     | 2             |
| 2016 | Bulharsko                                           | Pamporovo    | 0     | 1       | 2     | 3             |
| 2017 | Čína                                                | Wej-chaj     | 0     | 1       | 1     | 3             |
| 2018 | Srí Lanka                                           | Kolombo      | 0     | 1       | 3     | 2             |
| 2019 | Rumunsko                                            | Piatra Neamt | 0     | 0       | 3     | 0             |
| 2020 | odloženo na rok 2021 kvůli pandemii nemoci covid-19 |              |       |         |       |               |
| 2021 | Itálie                                              | online       | 0     | 2       | 3     | 1             |
| 2022 | Itálie                                              | online       | 0     | 1       | 5     | 1             |

### České delegace na Mezinárodní astronomické olympiádě (IAO)
2007:
- Stříbrná medaile: Jan Fait
- Čestná uznání: Jana Smutná, Truong An Nguyen, Martin Lexa, Josef Ondřej

- Vedoucí delegace: Jan Kožuško, Tomáš Prosecký

2008:
- Bronzové medaile: Stanislav Fořt, Jana Smutná
- Čestná uznání: Tereza Kroupová, Filip Murár, Michaele Káňová, Jan Fait

- Vedoucí delegace: Jan Kožuško, Tomáš Prosecký

2009:
- Stříbrné medaile: Stanislav Fořt, Jakub Vošmera
- Bronzové medaile: Martin Sýkora, Anh Vu Le Quy, Lukáš Timko

- Vedoucí delegace: Jan Kožuško, Tomáš Prosecký

2010:
- Z důvodu nedostatku finančních prostředků bylo vyslání delegace ze strany MŠMT dne 6. září 2010 odřeknuto.

2011:
- Zlatá medaile: Viktor Němeček
- Bronzová medaile: Martin Raszyk
- Čestná uznání: Vojtěch Daniš, Denis Lisztwan, Ondřej Theiner

- Vedoucí delegace: Jan Kožuško, Tomáš Prosecký

2012:
- Stříbrná medaile: Martin Raszyk
- Bronzová medaile: Tomáš Locker, Lukáš Supik, Denis Lisztwan, Viktor Němeček
- Čestná uznání: Denis Müller
- Zvláštní cena pro absolutního vítěze pozorovacího kola: Denis Müller

- Vedoucí delegace: Lenka Soumarová, Tomáš Prosecký

2013:
- Bronzová medaile: Hana Lounová, Martin Orság, Lukáš Supik
- Čestná uznání: Lucie Fořtová, Jan Preiss

- Vedoucí delegace: Jan Kožuško, Lenka Soumarová

2014:
- Stříbrná medaile: Denis Müller
- Bronzová medaile: Jiří Vala
- Čestná uznání: Hana Lounová, Jáchym Bareš, Martin Pecár

- Vedoucí delegace: Jan Kožuško, Lenka Soumarová

2015:
- Stříbrná medaile: Jindřich Jelínek, Jiří Vala
- Bronzová medaile: Jaromír Mielec
- Čestná uznání: Radka Křížová, Jiří Loun

- Vedoucí delegace: Jan Kožuško, Lenka Soumarová

2016:
- Stříbrná medaile: Jindřich Jelínek
- Bronzová medaile: Martin Orság, Martin Schmied
- Čestná uznání: Jáchym Bareš, David Kománek, Natálie Maleňáková
- Diplom za nejlepší výsledek v pozorovací části: Martin Orság

- Vedoucí delegace: Ota Kéhar, Václav Pavlík

2017:
- Stříbrná medaile: Marco Souza de Joode
- Bronzová medaile: Sára Elichová
- Čestná uznání: Radka Křížová, Radomír Mielec, Martin Fof
- Zvláštní diplom za nejlepší obrázek mimozemských zvířat: Marco Souza de Joode
- Vedoucí delegace: Ota Kéhar, Václav Pavlík

2018:
- Stříbrná medaile: Marco Souza de Joode
- Bronzová medaile: David Bálek, Josef Knápek, David Kománek
- Čestná uznání: Natálie Maleňáková, Tomáš Patsch
- Vedoucí delegace: Ota Kéhar, Václav Pavlík

2019:
- Bronzová medaile: Tomáš Vítek, Patrik Čermák, Lukáš Linhart
- Vedoucí delegace: Jan Kožuško, Jakub Vošmera, Václav Pavlík

2021:
- Stříbrná medaile: David Bálek, Tomáš Patsch
- Bronzová medaile: Jan Flajšar, Richard Materna, Matouš Mišta
- Čestné uznání: Hubert Štěpánek
- Vedoucí delegace: Jan Kožuško, Jakub Vošmera, Pavel Kůs

2022:
- Stříbrná medaile: Anita Vaceková
- Bronzová medaile: David Bálek, Šimon Bláha, Daniel Čtvrtečka, Jan Herzig, Tomáš Patsch
- Čestné uznání: Hubert Štěpánek
- Vedoucí delegace: Jakub Vošmera, Pavel Kůs

### Výsledky ČR na Mezinárodní olympiádě v astronomii a astrofyzice (IOAA)
| Rok  | Země konání        | Město                                                                | Zlato | Stříbro | Bronz | Čestné uznání |
| ---- | ------------------ | -------------------------------------------------------------------- | ----- | ------- | ----- | ------------- |
| 2010 | Čína               | Peking                                                               | 1     | 0       | 0     | 0             |
| 2011 | Polsko             | Chorzów, Katowice                                                    | 1     | 1       | 0     | 1             |
| 2012 | Brazílie           | Rio de Janeiro                                                       | 2     | 2       | 1     | 0             |
| 2013 | Řecko              | Volos                                                                | 0     | 1       | 1     | 2             |
| 2014 | Rumunsko           | Suceava                                                              | 0     | 0       | 2     | 2             |
| 2015 | Indonésie          | Magelang                                                             | 0     | 0       | 0     | 3             |
| 2016 | Indie              | Bhubaneswar                                                          | 1     | 0       | 1     | 3             |
| 2017 | Thajsko            | Phuket                                                               | 0     | 1       | 2     | 1             |
| 2018 | Čína               | Peking                                                               | 1     | 1       | 3     | 0             |
| 2019 | Maďarsko           | Keszthely                                                            | 1     | 1       | 2     | 2             |
| 2020 | pandemie covidu-19 | nahrazeno soutěží Global e-Competition on Astronomy and Astrophysics |       |         |       |               |
| 2021 | Kolumbie           | online                                                               | 0     | 3       | 7     | 0             |
| 2022 | Gruzie             | Kutaisi                                                              | 0     | 3       | 1     | 1             |
| 2023 | Polsko             | Chorzów                                                              | 1     | 1       | 3     | 0             |
| 2024 | Brazílie           | Rio de Janeiro                                                       | 0     | 4       | 1     | 0             |

### České delegace na Mezinárodní olympiádě v astronomii a astrofyzice (IOAA)
2010:
- Zlatá medaile: Stanislav Fořt (vítěz pozorovacího kola)
- Vedoucí delegace: Jan Kožuško

2011:
- Zlatá medaile: Stanislav Fořt (absolutní vítěz)
- Stříbrná medaile: Jakub Vošmera
- Čestné uznání: Filip Murár
- Diplom účastníka: Lukáš Timko, Eva Miklušová
- Vedoucí delegace: Jan Kožuško, Tomáš Gráf

2012:
- Zlatá medaile: Stanislav Fořt, Jakub Vošmera (vítěz pozorovacího kola)
- Stříbrná medaile: Martin Raszyk, Filip Murár
- Bronzová medaile: Lukáš Timko
- Vedoucí delegace: Jan Kožuško, Tomáš Gráf

2013:
- Stříbrná medaile: Lukáš Timko
- Bronzová medaile: Ondřej Theiner
- Čestné uznání: Lucie Fořtová, Miroslav Hanzelka
- Diplom účastníka: Anna Juráňová
- Vedoucí delegace: Filip Murár, Tomáš Gráf

2014:
- Bronzová medaile: Martin Raszyk, Ondřej Theiner
- Čestné uznání: Lucie Fořtová, Petr Horvát
- Diplom účastníka: Lukáš Knob
- Vedoucí delegace: Jakub Vošmera, Tomáš Gráf

2015:
- Čestné uznání: Lucie Fořtová, Pavel Kůs, Denis Müller
- Diplom účastníka: Hana Lounová, Lukáš Supik
- Vedoucí delegace: Jan Kožuško, Tomáš Gráf

2016:
- Zlatá medaile: Jindřich Jelínek
- Bronzová medaile: Lukáš Supik
- Čestné uznání: Adam Greš, Pavel Kůs a Jiří Vala
- Vedoucí delegace: Jan Kožuško, Tomáš Gráf, Jakub Vošmera

2017:
- Stříbrná medaile: Jindřich Jelínek
- Bronzová medaile: Martin Orság, Jiří Vala
- Čestné uznání: Jaromír Mielec
- Vedoucí delegace: Jan Kožuško, Tomáš Gráf, Jakub Vošmera

2018:
- Zlatá medaile: Jindřich Jelínek
- Stříbrná medaile: Martin Orság
- Bronzová medaile: Jiří Vala, Radka Křížová, Jáchym Bareš
- Nejlepší výsledek pozorovací části: Martin Orság
- Vedoucí delegace: Jan Kožuško, Tomáš Gráf, Jakub Vošmera

2019:
- Zlatá medaile: Jindřich Jelínek
- Stříbrná medaile: Marco Souza de Joode
- Bronzová medaile: David Kománek, Radka Křížová
- Čestné uznání: Martin Schmied, Tomáš Vítek
- Diplom účastníka: Natálie Maleňáková
- Vedoucí delegace: Jan Kožuško, Tomáš Gráf

2021:
- Stříbrná medaile: Marco Souza de Joode, David Bálek, Tomáš Patsch
- Bronzová medaile: David Kamenský, Jakub Hadač, Daniel Čtvrtečka, Šimon Bláha, Tomáš Vítek, Natálie Maleňáková a Lukáš Linhart
- Vedoucí delegace: Jan Kožuško, Tomáš Gráf, Jakub Vošmera

2022:
- Stříbrná medaile: David Bálek, Jiří Kohl a Tomáš Patsch
- Bronzová medaile: Šimon Bláha
- Čestné uznání: Daniel Čtvrtečka
- Vedoucí delegace: Jan Kožuško, Tomáš Gráf, Jakub Vošmera

2023:
- Zlatá medaile: David Bálek
- Stříbrná medaile: Jakub Hadač
- Bronzová medaile: Martin Kudrna, Matouš Mišta a Tomáš Patsch
- Vedoucí delegace: Tomáš Gráf, David Kománek, Marco Souza de Joode

2024:
- Stříbrná medaile: Štěpán Plass, Martin Kudrna, Radovan Lev, Matouš Mišta
- Bronzová medaile: Anita Vaceková
- Vedoucí delegace: David Kománek, Radomír Mielec

### Výsledky ČR na Juniorské mezinárodní olympiádě v astronomii a astrofyzice (IOAA-jr)
| Rok  | Země konání | Město                 | Zlato | Stříbro | Bronz | Čestné uznání |
| ---- | ----------- | --------------------- | ----- | ------- | ----- | ------------- |
| 2022 | Rumunsko    | Câmpulung Moldovenesc | 2     | 0       | 1     | 0             |
| 2023 | Řecko       | Volos                 | 2     | 2       | 1     | 0             |
| 2024 | Nepál       | Káthmándú             | 1     | 0       | 1     | 3             |

### České delegace na Juniorské mezinárodní olympiádě v astronomii a astrofyzice (IOAA-jr)
2022:
- Zlatá medaile: Anita Vaceková, Jan Herzig
- Bronzová medaile: Gabriel Koky
- Vedoucí delegace: Jakub Vošmera, Radka Křížová

2023:
- Zlatá medaile: Anita Vaceková, Jan Herzig
- Stříbrná medaile: Alex Faivre, Vojtěch Černý
- Bronzová medaile: Šimon Hanák
- Vedoucí delegace: Jakub Vošmera, Radka Křížová

2024:
- Zlatá medaile: Alex Faivre (absolutní vítěz, vítěz teoretického kola)
- Bronzová medaile: Petr Barták
- Čestné uznání: Marie Hrubá, Marek Nedoma, Tadeáš Smička
- Vedoucí delegace: Radka Křížová, Václav Pavlík